# Ципрянув
Ципрянув (пол. Cyprianów) — село в Польщі, у гміні Зґеж Зґерського повіту Лодзинського воєводства.